# 周吉祥塔
周吉祥塔，位于北京市房山区韩村河镇孤山口村北，是一座八角七级密檐式砖塔，为北京市文物保护单位。

## 简介
根据《周吉祥塔碑记》记载：“大师云端公，世为顺天之昌平文宁里人。姓周氏，讳吉祥，圣慈仁寿太皇太后之从弟。”，可知周吉祥是明宪宗生母周太后（明英宗贵妃）的堂弟。明英宗年间，周吉祥在香山永安寺出家为僧，后隐居。周太后派人找到周吉祥后，因其不愿为官，“厚赐遣还”。明朝成化十四年（1478年），周吉祥升任僧录司右阐教，兼任大觉寺的住持。弘治元年，命已升任僧录司左善世的周吉祥掌僧录司印，掌握全国佛教事务。弘治五年（1492年），周吉祥圆寂。同年，在今海淀区大觉寺寺南1.5公里处的山坡上建墓塔，称“周云端和尚灵塔”（现为北京市海淀区文物保护单位）。根据周吉祥塔碑记“大明弘治岁在己未季春月吉日□其徒僧录司右……”可知海淀周吉祥墓塔建成后七年的明朝弘治十二年（己未，公元1499年），房山周吉祥塔建成。
周吉祥塔是一座八角七级密檐式砖塔。通高约18米。塔基由汉白玉石石砌石垒，塔座为砖砌八角形须弥座，砖刻束腰雕有花卉和人物故事图案，须弥座上方的三重仰莲上承八角状塔身。塔身每角砖砌圆柱，正面砖雕有仿木双假扇门，门上方镶嵌楷书塔铭：“僧录司左善世钦命掌印兼敕建大慈仁并大觉寺开山第一代住持周吉祥大师塔”。塔身其他面均雕有假门假窗，塔身上承七级密檐，密檐采用正反叠涩法，各檐角悬挂方形铜铃，塔刹砖雕莲花须弥座上承宝珠。塔前约10米的地方原有碑记两座，记有周吉祥大师生平。1966年，其中一碑被毁。1995年10月，周吉祥塔被公布为第五批北京市文物保护单位。2004年4月到7月，房山区进行了周吉祥塔、玉皇塔、照塔和应公长老寿塔四座古塔与万佛堂修缮工程。